# Massimo & Pierce
m&p™ ou Massimo & Pierce est un duo suisse de musique électronique expérimentale, à tendance érotique gay et punk produit sous le label discographique de Black sun productions. Massimo et Pierce se sont rencontrés lors du tournage d'un film pornographique et ont composé deux albums Musick for porn volume 1 et 2.